# Moruy (paroisse civile)
Pour les articles homonymes, voir Moruy.
Moruy est l'une des neuf paroisses civiles de la municipalité de Falcón dans l'État de Falcón au Venezuela. Sa capitale est Moruy.

## Géographie
Outre sa capitale Moruy, la paroisse civile contient les localités de :
- Balsamar
- Guacujún
- Guacurebo
- Jarayadito
- La Bomba
- La Miraba
- La Poza
- Los Llanitos
- Pilancón
- Santa Rita
- Tacaduto